# تلين العظام
تلين العظام (بالإنجليزية: Osteomalacia)‏ هو مرض يصيب الكبار، وعندما يصيب الأطفال يسمى بالرخد (أو الكساح)، يحدث نتيجة نقص في كمية الفيتامين "د" المتناول مع الغذاء، وكذلك الكالسيوم. ويؤدي نقص الفيتامين «د» إلى نقص في كمية الكالسيوم والفوسفور الممتصين من الأمعاء، وبالتالي يضطر الجسم لسحب كميات من الكلس من الهيكل العظمي، للمحافظة على مستوى طبيعي لكلس الدم. وتصبح عظام الجسم مكونة من صفيحات مؤلفة غالباً من نسيج نظير العظمي قليل التكلس. ويكثر مقدار النسيج الليفي في نقي العظام، ويشكو المريض من ألم في العظام، ومن حصول تشوهات فيها، كما يكثر حدوث الكسور. وتبدي الصور الشعاعية نقصاً في تكليس الهيكل العظمي. ويكون قسم العظم رقيق جداً، وفيه تبدو العظام الطويلة منحنية ومقوسة، وتبين الصور أيضاً وجود كسور عفوية عديدة، خاصة في الأضلاع وعظام الحوض . وتظهر الفحوص المخبرية نقصاً في كمية الكلس في الدم، وكذلك الفوسفور. ويزيد مقدار الفوسفاتاز القلوية، ويصبح توازن الكالسيوم في الجسم سلبياً.

## التشخيص
من العلامات الكيميائية لمرض لين العظام هو احتمال انخفاض كالسيوم الدم وكذلك الفوسفور وارتفاع انزيم الفوسفاتاز القلوي ولكن هذا ليس شرطا دائماً، إذ يمكن مشاهدة هذا المرض مع نسبة الكلس الطبيعية في الدم، وممكن أن يكون انخفاض نسبة الفوسفات وأنزيم الفوسفاتاز القلوي ومعدل الكلس في الدم راجعاً لأسباب أخرى غير لين العظام.

## الوقاية
1. الاهتمام بتعريض الجسم للشمس المباشرة صباحاً وعصراً، وهي فترات تسقط فيها أشعة الشمس بصورة مائلة إلى الأرض وينصح بتفادي فترات القيظ حيث تسقط الأشعة عمودية على الأرض , هناك نظريات علمية تؤكد أن تعرض الوجه والذراعين لمدة 15 دقيقة ولثلاث مرات في الأسبوع توفر للجسم مخزونا كافيا من فيتامين د، غير أن نظريات طبية أكثر تحفظا تقدر بأن تعريض الجسم لساعة يوميا هو خير وقاية من هذا المرض.
2. إن التغذية تلعب دوراً هاماً في توفير مصادر غنية بفيتامين د، مثل: كالأسماك وزيت كبد الحوت والألبان الطازجة المبسترة والمعززة بفيتامين د والزبدة والأجبان وتمثل هذه المصادر خاصة للأطفال والأمهات الحوامل والمرضعات كذلك لكبار السن، ويجب التمسك بالرضاعة الطبيعية للطفل نظراً لفوائدها المتعددة بشرط حرص الأم على التغذية الصحية السليمة وينصح بشكل عام بتنظيم الإنجاب وإتاحة فترات بين الوضع والحمل الآخر لكي يتمكن جسم الأم من تكوين مخزون مناسب من العناصر الغذائية المختلفة.
3. إن جرعة وقائية من فيتامين د تقدر بحوالي 400 وحدة دولية يومياً توفر وقاية مناسبة للطفل، غير أن ذلك بالقطع يخضع لتقدير الطبيب الاختصاصي، والذي حتماً سيقدم العون المناسب للأم وطفلها سواء للوقاية أو لتشخيص المرض وعلاجه، ويجب على كل أم أن تكون حريصة على استشارة اختصاصي تغذية، سواء أثناء الحمل أو إرضاع الطفل، حيث أن ذلك يوفر لها فرصة جيدة للوقاية من هذا المرض.